# Gabriel Afolayan
Gabriel Afolayan (1 de marzo de 1985) también conocido por su nombre artístico G-Fresh, es un actor y cantante nigeriano.

## Carrera
Afolayan estudio artes teatrales en la Universidad de Ibadán y hace parte de una familia de artistas conformada además por Adeyemi Afolayan, Moji Afolayan, Kunle Afolayan y Aremu Afolayan. Como actor, ganó un Premio de la Academia del Cine Africano en la categoría de mejor actor de reparto por su interpretación como Tavier Jambari en Hoodrush (2012). Como músico es reconocido principalmente por sus canciones "Awelewa" y "Kokoro Ife". En una entrevista con el diario The Punch, describió su género musical como "balada romántica",
afirmando también para el medio Nigerian Tribune que su carrera musical inició en 1997 mientras hacía parte de una agrupación en Ibadán. Ha citado a 2face, Banky W., Aṣa y Bez como sus principales influencias.

## Plano personal
Afolayan es hijo del popular actor nigeriano Adeyemi Afolayan, más conocido como "Ade Love".

## Filmografía destacada
- Gold Statue
- La citación (película)
- Ojuju
- Coming from Insanity
- Mamba's Diamond
- Madam Dearest
- Ija Okan
- Hoodrush
- Heroes and Zeros
- 7 Inch Curve
- Okafor's Law
- Closet
- Kasala
- Tatu
- Tomi has a gun
- Nnenna

## Discografía
- "Kokoro Ife"[9]
- "Plug it"
- "Kpasi Kona"
- "Awelewa"
- "Kokoro Ife"

## Premios
| Año  | Premio                                   | Categoría               | Obra                 | Resultado |
| ---- | ---------------------------------------- | ----------------------- | -------------------- | --------- |
| 2013 | Premios de la Academia del Cine Africano | Mejor actor de reparto  | Hoodrush             | Ganador   |
| 2013 | Nollywood Movies Awards                  | Mejor actor de reparto  | Hoodrush             | Nominado  |
| 2013 | Nollywood Movies Awards                  | Mejor actor protagónico | First Cause          | Nominado  |
| 2019 | Africa Magic Viewers' Choice Awards      | Actor del año           | Coming From Insanity | Nominado  |
| 2019 | Intellects Awards                        | Mejor actor masculino   |                      | Nominado  |
| 2019 | Premios de la Academia del Cine Africano | Mejor actor protagónico | Gold Statue          | Nominado  |
| 2019 | International Film Festival (AIFF)       | Mejor actor en Abuya    | Gold Statue          | Ganador   |